# Klec

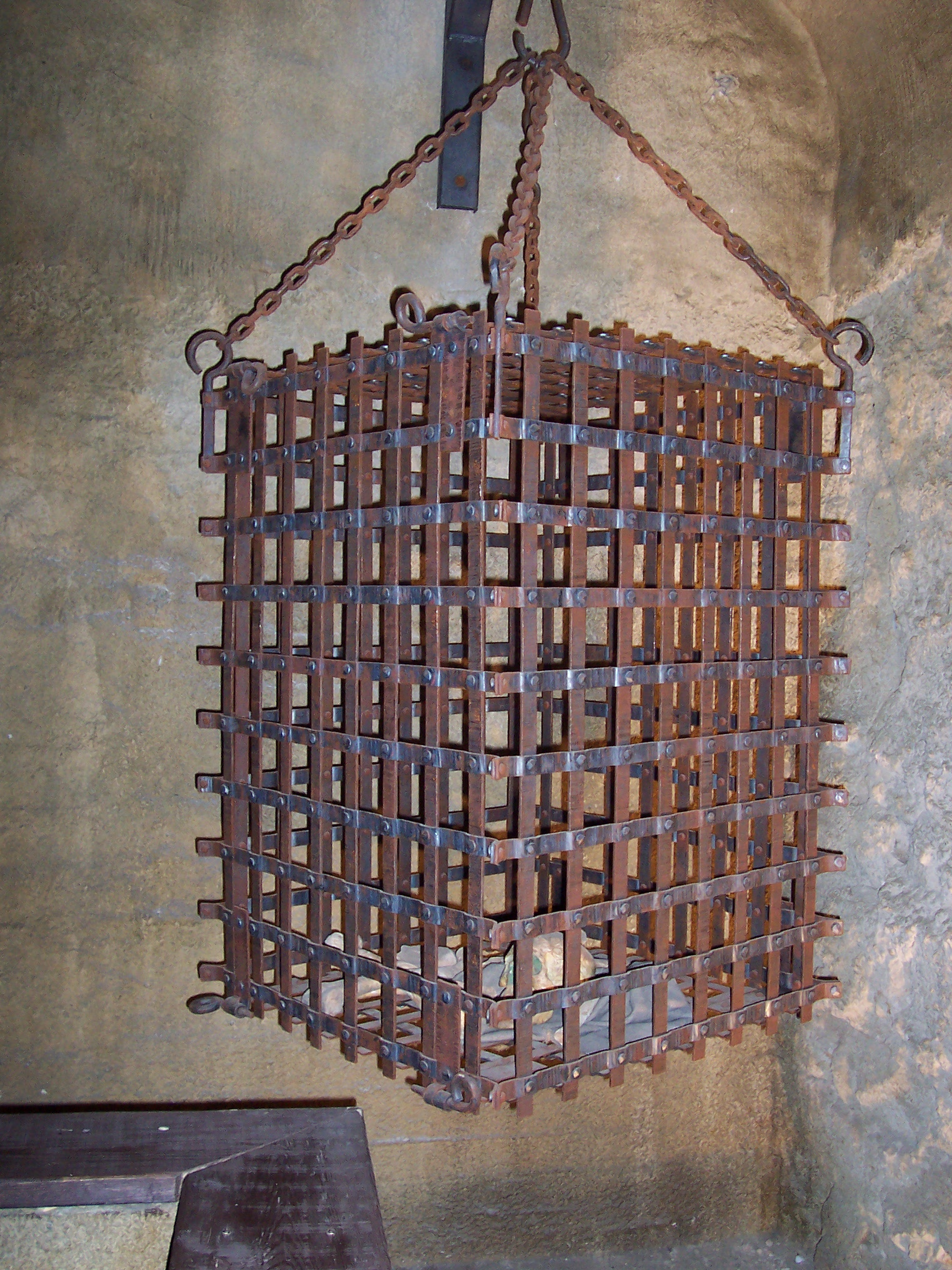
Klec v mučírně na hradě Kost

Klec je kovová nebo dřevěná konstrukce, která se používá k oddělení zvířat nebo lidí od vnějšího světa. Klec je tvořena 5-6 stěnami tvořenými mříží nebo sítí. Mívá též vstupní dvířka, kterými se daná bytost vkládá, vlézá nebo vstupuje dovnitř. Klece se často používají v zoologických zahradách, cirkusech a jiných zařízeních na člověku nebezpečná zvířata či ptáky, kteří by mohli ulétnout. Dříve se též klece používaly i pro lidi (např. otroky, zloděje, apod.). Časté jsou i klícky na drobné ptactvo v lidských příbytcích.

## Funkce
Klec nemusí mít pouze funkci zamezovací a ochrannou. Například v dolech horníci při fárání používají k dopravě také klec. Ve středověku se používala klec v Evropě k máčení nepoctivců a drobných zlodějíčků ve vodě.

## Klec v literatuře
Klece jsou zmiňovány i v pohádkách (např. zlatá klícka) a vědeckofantastické literatuře.